# Лемпіцький Руслан Андрійович
Русла́н Андрі́йович Лемпіцький — штаб-сержант Збройних сил України, учасник російсько-української війни, що трагічно загинув під час російського вторгнення в Україну в 2022 році.

## Життєпис
Закінчив школу №10 міста Вінниця. Мав бухгалтерську і юридичну освіти. Працював менеджером . 
2015 року добровільно вступив до лав «Азову». Отримав звання штаб-сержанта. Брав участь у боях за Донеччину і Луганщину . 
Штаб-сержант військової служби за контрактом, технік 3-ї роти оперативного призначення 2-го батальйону оперативного призначення ОЗСП «Азов» 
З початку повномасштабного вторгнення захищав Маріуполь.
Обставини загибелі: 20 березня 2022, під час виконання бойового завдання отримав поранення, несумісні з життям. Він віз на «Азовсталь» поранених військовиї, але російська бомба підірвала автомобіль.  Вважався зниклим безвісти майже 2 роки, оскільки не було тіла .
Після чергового обміну тілами, родині повідомили що є збіг по ДНК. Похорон відбувся 9 грудня 2023 року на Алеї слави Сабарівського кладовища у Вінниці .
Залишилися мати, сестри, донька, син, цивільна дружина

## Нагороди
- орден «За мужність» III ступеня (2022, посмертно) — за особисту мужність і самовіддані дії, виявлені у захисті державного суверенітету та територіальної цілісності України, вірність військовій присязі, зразкове виконання службового обов'язку.

## Вшанування пам'яті
Біографічну статтю про Руслана Лемпіцького вміщено в меморіальному виданні «Янголи Маріуполя» (Вінниця, 2025).